# Drew Pearson
Andrew Russell Pearson, mais conhecido como Drew Pearson (Evanston, 13 de dezembro de 1897 — Rockville, 1 de setembro de 1969) foi um jornalista, político estadunidense, considerado um dos mais famosos de seu país, autor da coluna "Washington Merry-Go-Round". Ele também teve um programa na rádio NBC, intitulado Drew Pearson Comments.
Ele foi uma das vozes atuantes nas críticas ao senador Joseph McCarthy, este conhecido pela sua conduta reacionária ao listar mais de 200 personalidades acusadas de atividades comunistas nos EUA, conduta que ficou conhecida como "macartismo". Ironicamente, Joe McCarthy teria sido um dos políticos consultados por Pearson e seu assistente Jack Anderson como fonte para várias informações divulgadas pelo jornalista.
No Brasil, ele foi conhecido pelas colunas publicadas na revista O Cruzeiro.